# Clubiona hindu
Clubiona hindu is een spinnensoort uit de familie  struikzakspinnen (Clubionidae). De soort komt voor in Bali.